# Danthonia chilensis
Danthonia chilensis är en gräsart som beskrevs av Étienne-Émile Desvaux. Danthonia chilensis ingår i släktet knägrässläktet, och familjen gräs. Inga underarter finns listade i Catalogue of Life.